# Cultura de Neman

La cultura de Neman (setè - tercer mil·lenni abans de Crist) és el nom de dues cultures arqueològiques que existien al Mesolític i van continuar fins a mitjan Neolític. Va ser una continuació de la cultura swideriense i va ser reemplaçat per la cultura de la ceràmica cordada. Es troba en la conca alta del riu Neman: el nord de Polònia, al sud de Lituània, l'oest de Belarús i Kaliningrad. Al nord, la cultura de Neman vorejava la cultura de Kunda durant el Mesolític i la cultura de Narva durant el Neolític.

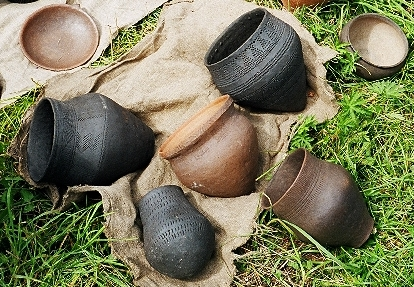
Reconstrucció de ceràmica de la cultura de Neman a Kernavé (àrea d'excavació arqueològica)

## Mesolític
Durant el període Atlàntic de l'etapa de l'Holocè, el clima es va escalfar i la major part del territori d'Europa es va cobrir de boscos caducifolis temperats amb arbres de fulla planifolia. La migració dels rens, pilar dels caçadors del Paleolític, es van retirar cap al nord i van sorgir els animals característics de la zona forestal. La població dels humans es va adaptar al canvi de l'entorn, encara eren nòmades, però van viatjar distàncies més curtes i es van quedar en el mateix lloc durant períodes més llargs. Els arqueòlegs han trobat petits campaments utilitzats una sola vegada i d'altres més grans on els caçadors tornaven diverses vegades. Aquests assentaments es trobaven normalment a prop de llacs o rius. La gent acostumava a caçar amb fletxes i llances i pescar amb arpons. Les eines de pedra del Mesolític de Neman van estar influïdes tant pels micròlits del sud-est d'Europa i la cultura Maglemosià del nord d'Europa. Per tant, la cultura es va nomenar inicialment la cultura microlítica-macrolítica per evitar confusions amb la cultura neolítica Neman ja coneguda. Malgrat les seves diverses influències, la cultura va ser força estable durant 2500-3000 anys i amb poques migracions importants. Pel que fa als estris utilitzats van ser més aviat poc variats: puntes de fletxa, fulles trapezoidals i destrals ovals.

## Neolític
El Neolític va començar amb l'aparició de la ceràmica a mitjan cinquè mil·lenni abans de Crist. La cultura semineolítica de Neman, va ser una successora de la cultura de Neman mesolítica. La majoria de les eines de pedra són similars entre ambdues cultures. Un nou desenvolupament generalitzat van ser les fletxes amb punta esmolada i ampla. De la ceràmica de la cultura Neman s'ha assenyalat que va ser realitzada d'argila mesclada amb matèria orgànica o blanquejada amb quarsita i amb els fons dels atuells normalment acabats en punta. Es troben decorades amb una fina capa d'argila blanca i files de petites empremtes impreses prop del caire de l'autell. La resta de l'atuell te ratlles diagonals que formen un dibuix com una xarxa de pesca o més fileres de petites empremtes, com les del caire. Algunes ceràmiques trobades en assentaments de la cultura de Neman, havien estat fetes per la cultura de Narva. Aquest fenomen s'explica pel possible comerç del canvi de ceràmica per sílex, que la cultura Narva al nord no en tenia. Cap al final de la cultura de Neman, la ceràmica es va fer més variada i mostra una influència de la cultura de Rzucewo: impressions fetes per una corda. Amb el temps, la cultura va ser absorbida per la cultura de la ceràmica cordada i la cultura de les àmfores globulars.